# Отто Кляйншмідт
О́тто Кля́йншмідт (нім. Konrad Ernst Adolf Otto Kleinschmidt; 13 грудня 1870, Требур — 25 березня 1954, м. Віттенберг) — відомий німецький євангелістський теолог, протестантський пастор; біолог-орнітолог і креаціоніст.
Він ввів поняття типології видів німецькою мовою у орнітологію. Його теорія вплинула на ранні ідеї Ервіна Штреземана. Інші вважали його одним з перших біогеографів.

## Біографічні відомості
Отто народився в родині адміністратора фабрики Адольфа Карла Юліуса Кляйншмідта (†04.11.1918) та його дружини Ганни Елізи Керолайн Дрейдорф (†02.09.1907) в Требурі (Гессен).
Він відвідував середню школу в м. Опенгейм, по переїзді — відвідував школу в м. Майнці і поступив на навчання в 1891 році до університету Марбурга, щоб присвятити себе вивченню богослов'я. Слухав лекції в Гумбольдтському університеті Берліна. По навчанню — був асистентом орнітолога Ганса фон Берлепша.
2 листопада 1899 р. став протестантським пастором й служив у селі Нехаузен, район Мансфельд-Зюдгарц, земля Саксонія-Ангальт; з 1910 р. — був пастором у сусідньому селі Дедерштедт; від 1927 р. — в м. Віттенберг.